# Hope College

Logo de Hope.

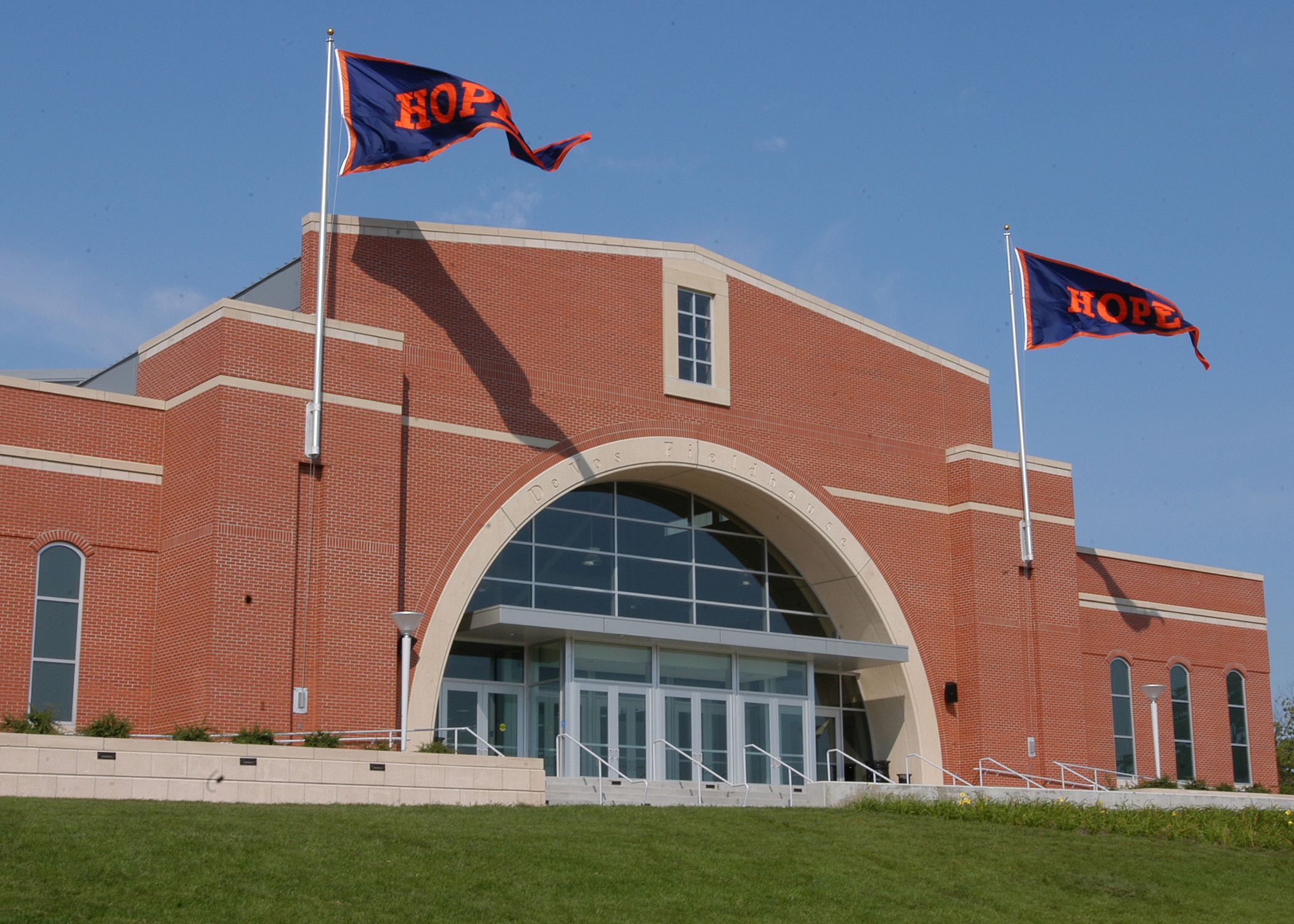
Un des bâtiments du campus.

Hope College est une université de taille moyenne (environ 3 100 étudiants), privée, située au centre-ville de Holland (Michigan), à quelques kilomètres du Lac Michigan. Ouverte en 1851, seulement quatre ans après l’arrivée des premiers immigrants hollandais, cette université est historiquement liée à la Reformed Church of America et connue pour son atmosphère Calviniste et conservatrice. Le campus de Hope College est de 368 000 m². Il est très proche de la partie commerciale de la ville (8th Street).

## Vie académique
L’université offre un total de 83 ‘majeurs’ qui entraînent au BA, BM, BS, et BS en Soins Infirmiers. La population académique est d’environ 3 100 étudiants (1 professeur pour 13 étudiants).
En 2003, U.S. News & World Report nomma Hope College la quatrième meilleure université derrière l’University of Michigan, l'Université Stanford, et le Massachusetts Institute of Technology. Les étudiants voulant aller en faculté de médecine ou dentiste sont admis à 90 % et 94 %.
Cette université offre des programmes d’études sur le sol américain et partout dans le monde. Aux États-Unis, les étudiants peuvent aller à Chicago, Washington, DC, ou même à Philadelphie. Les programmes à l’étranger sont offerts à travers des IES et CIEE, organismes d’échanges scolaires. La destination favorite des étudiants en Europe est Vienne.
Hope College fait aussi partie de la Great Lakes Colleges Association.

## Histoire

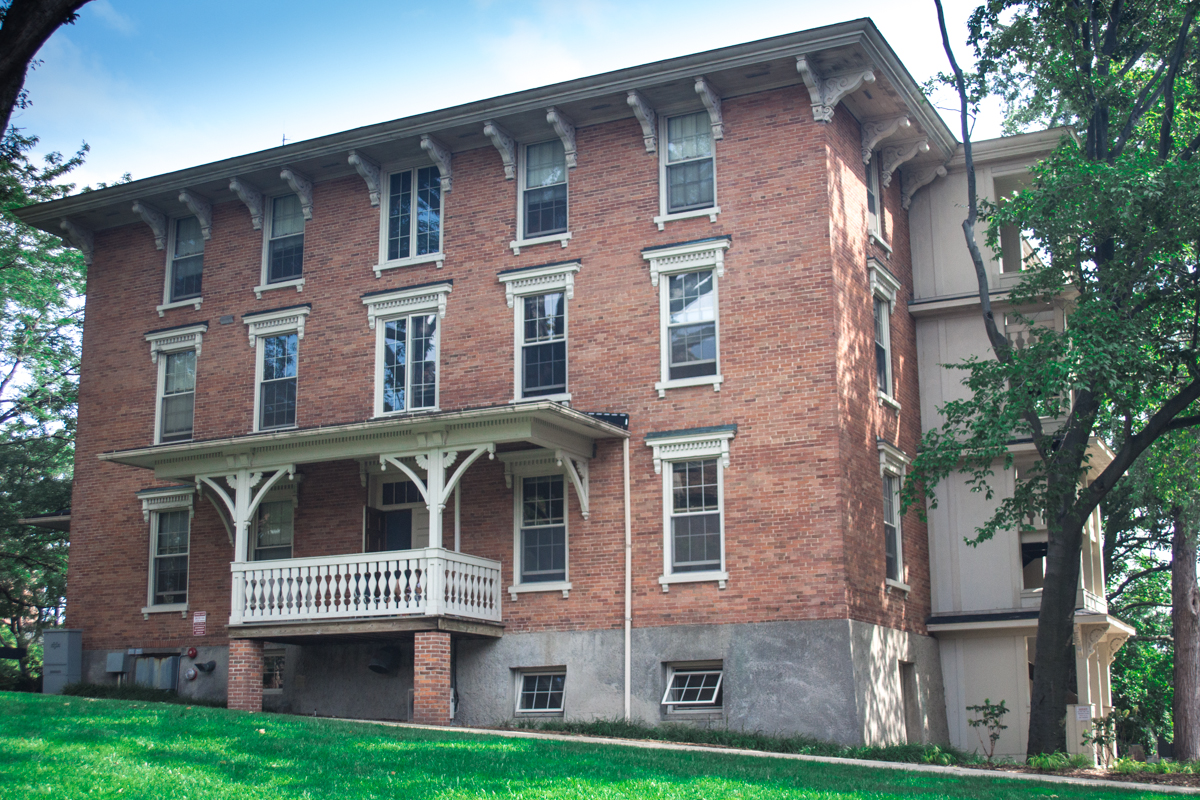
Le Van Vleck Hall.

La devise de Hope vient du Livre des Psaumes 42:6 « Spera in Deo » (Espère en Dieu). Son emblème est l’ancre. Ceci vient d’un discours offert par Albertus van Raalte, politicien local, qui déclara en 1851 que « Cette université est mon ancre d’espoir pour ce peuple dans l’avenir » (allusion à un passage de l’Épître aux Hébreux 6:19).
Ensuite, l’école ‘pionnière’ devint petit à petit une référence pour l’éducation dans la région.
Le Van Vleck Hall est le plus vieux bâtiment du campus de Hope (1858).
Hope College a admis sa première étudiante en 1878.

## Étudiants connus
- Pete Hoekstra
- Terri Lynn Land
- Rob Malda
- A. J. Muste
- Sufjan Stevens
- Robert H. Schuller
- Robert A. Schuller
- Guy Vander Jagt